# 二宮金次郎像 (岡崎雪聲)
『二宮金次郎像』（にのみやきんじろうぞう）は、岡崎雪聲による銅像。明治神宮においては『明治天皇御料銅製二宮金次郎像御置物』として宝物とされている。

## 概要
鋳造師の岡崎雪聲により制作された銅像である。いわゆる「二宮金次郎」こと二宮尊徳の像は日本各地で制作されているが、薪を背負って歩きながら読書する二宮金次郎の像はこれが近代初の作品とされている。また、明治天皇の御物としても知られている。

## 沿革
『二宮金次郎像』は東京美術学校鋳金科教授の岡崎雪聲により制作された。雪聲は尊徳の故郷である神奈川県小田原市を訪れ、生前の尊徳を知る老人らに取材したという。
『二宮金次郎像』は1910年（明治43年）に完成した。同年、東京彫工会により開催された「彫刻競技会」にて発表された。これを目にした明治天皇は大いに気に入り、この像を買い上げることとした。明治天皇は二宮尊徳の伝記に目を通しており、尊徳の事績に関心が深かったという。
明治天皇が崩御すると、この像は御物として明治神宮により管理されることになった。明治神宮においては『明治天皇御料銅製二宮金次郎像御置物』として宝物の一つとされており、境内の宝物殿に保管されていた。その後、明治神宮宝物殿から新設された明治神宮ミュージアムに移管されており、宝物展示室に展示されることもある。また、神奈川県小田原市の報徳二宮神社創建125周年を記念し、2019年（令和元年）に小田原市の報徳博物館にて特別展示された。

## 特徴

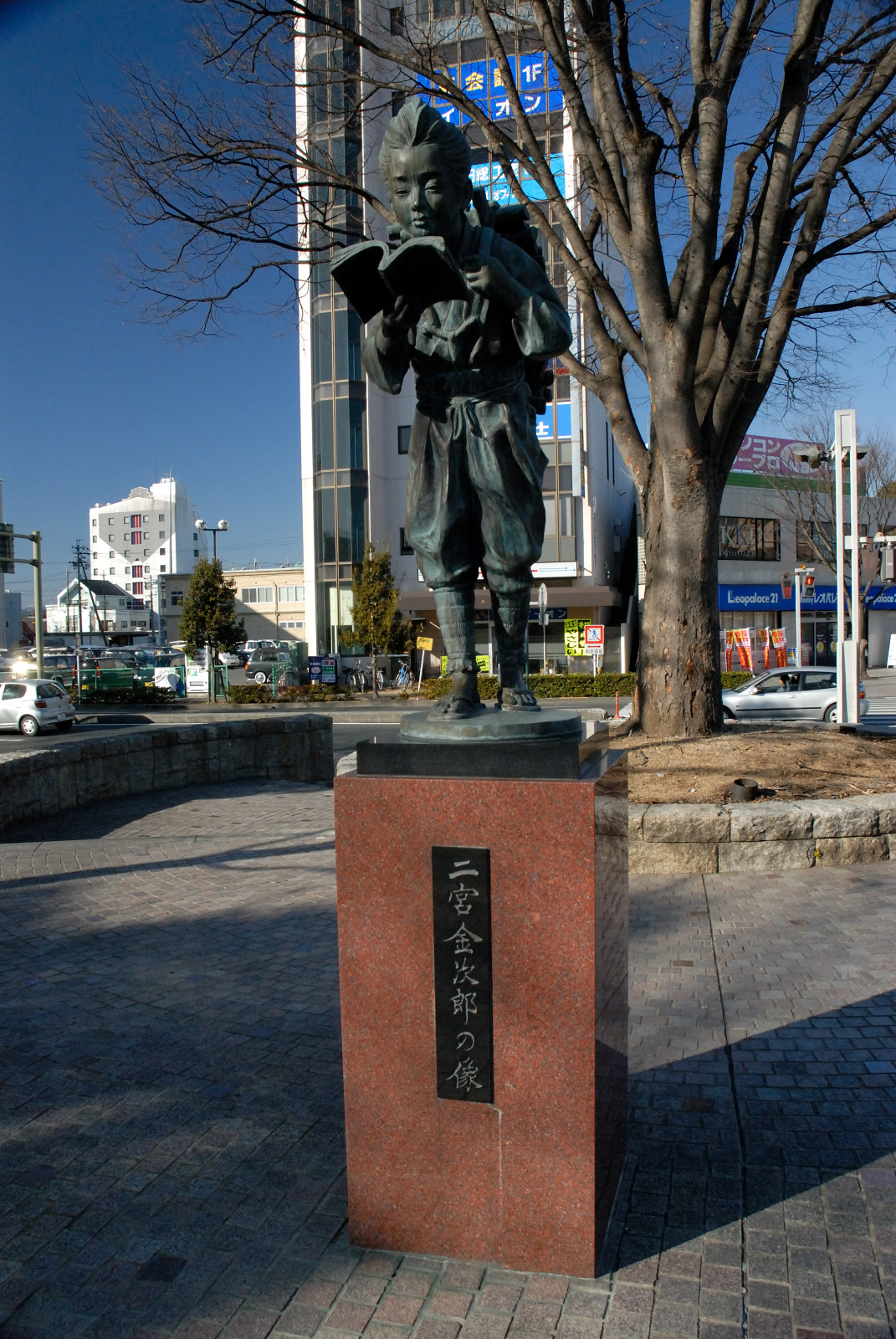
東海旅客鉄道掛川駅北口広場の『二宮金次郎の像』。岡崎雪聲の『二宮金次郎像』を基に3倍に拡大した像

『二宮金次郎像』は銅製の像であり、芸術性が高いとされる。高さは30センチメートル程度であり、全長は50センチメートルほどである。収納するための木箱も遺されている。「二宮金次郎」こと二宮尊徳の像は、一般的に小学校の校庭など屋外に設置されるものが多いが、この像は当初より室内空間を装飾する目的で制作されたものである。したがって、屋外で雨曝しになるような状況は想定されておらず、あくまで床の間や机などに置いて楽しむことを企図していた。実際に、この像を購入した明治天皇は執務室の机の上に飾っていたという。
岡崎雪聲がこの像を制作した理由や意図については特に伝わっておらず、なぜ金次郎の像を作ったのかは不明とされる。ただ、雪聲は小説家の幸田露伴と親しく、露伴はかつて二宮尊徳の伝記『二宮尊徳翁』を上梓していることから、雪聲もその影響を受けたのではないかと指摘されている。
二宮金次郎の負薪読書の像としては、この像が近代初の作品とされている。

## 派生

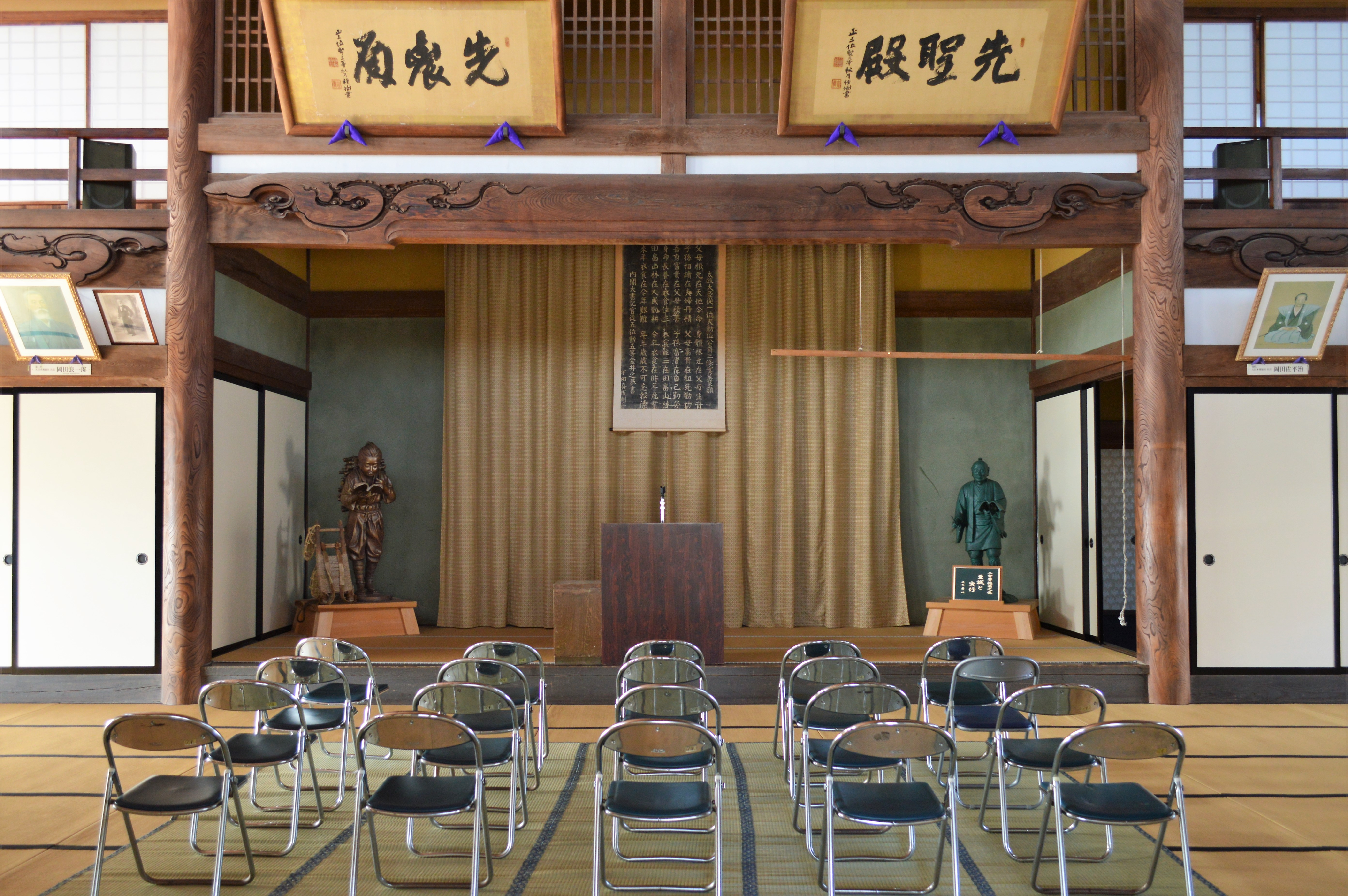
大日本報徳社大講堂（静岡県掛川市）。岡崎雪聲の『二宮金次郎像』を基に3倍に拡大した像（奥左）が安置されている

二宮尊徳の提唱した報徳思想を推進する静岡県掛川市の大日本報徳社では、岡崎雪聲の『二宮金次郎像』を基に3倍に拡大した銅像を大講堂に安置している。
また、1988年（昭和63年）にも岡崎雪聲の『二宮金次郎像』を基に3倍に拡大した『二宮金次郎の像』が制作されている。報徳思想の中心地である掛川市のシンボルとして、東海旅客鉄道掛川駅の北口広場に建立された。

## 影響
この『二宮金次郎像』は、のちに「二宮金次郎」こと二宮尊徳の像が日本全国に広がるきっかけとなったとされている。明治天皇が生前この像を愛蔵していたとの逸話は、1921年（大正10年）になって一般の国民にも広く知られるようになった。その結果、二宮金次郎の負薪読書の姿が広まっていった。やがて昭和年間になると、愛知県の長坂順治や成瀬大吉らが石製品の販路拡大のために小学校に二宮金次郎の石像を建立させることを発案する。1930年（昭和5年）～1931年（昭和6年）の昭和恐慌により愛知県の石工は苦境に喘いでいたため、彼らを救うため産業博覧会や全国小学校校長会で石像を披露したり、「二宮尊徳先生少年時代之像普及会」を結成したりと奔走した。その結果、二宮金次郎の像は全国の小学校に急速に普及したという。

### 註釈
1. ↑  二宮尊徳の幼名は二宮金治郎だが、像などでは「二宮金次郎」と表記されることが多い。

## 公式ウェブサイト
- 明治神宮ミュージアム｜明治神宮 - 明治神宮ミュージアムの公式ウェブサイト
- 明治神宮 - 明治神宮の公式ウェブサイト